# Newsteadia tristani
Newsteadia tristani är en insektsart som först beskrevs av Filippo Silvestri 1924.  Newsteadia tristani ingår i släktet Newsteadia och familjen vaxsköldlöss. Inga underarter finns listade i Catalogue of Life.